# Burj Khalifa
Burj Khalifa (em árabe: برج خليفة; "Torre de Khalifa bin Zayed" ou apenas Torre de Khalifa), anteriormente conhecido como Burj Dubai, é um arranha-céu localizado em Dubai, nos Emirados Árabes Unidos, sendo a mais alta estrutura e, consequentemente, o maior arranha-céu já construído pelo ser humano, com 828 metros de altura e 160 andares. Sua construção começou em 21 de setembro de 2004 e foi inaugurado no dia 4 de janeiro de 2010. Foi rebatizado devido ao empréstimo feito por Khalifa bin Zayed al Nahyan, xeque do emirado de Abu Dhabi, depois que este emprestou dez bilhões de dólares para evitar que o emirado de Dubai desse um calote em investidores de uma de suas principais companhias, a Dubai World.
O edifício faz parte de um complexo comercial e residencial de dois quilômetros quadrados de área chamado Downtown Dubai, localizado ao lado das duas principais avenidas da cidade de Dubai, a Sheikh Zayed Road e a Financial Centre Road (anteriormente conhecida como Doha Street). O arquiteto do edifício é Adrian Smith, que trabalhou com a Skidmore, Owings and Merrill (SOM) até 2006. A empresa de arquitetura e engenharia sediada na cidade estadunidense de Chicago ficou encarregada do projeto arquitetônico do prédio. As primeiras empreiteiras são a Samsung Engineering & Construction, a Besix e a Arabtec. A Turner Construction Company foi escolhida para comandar o projeto.
O orçamento total do projeto do Burj Khalifa girou em torno de 1,5 bilhão de dólares. Mohamed Ali Alabbar, o presidente da Emaar Propertiers falou, no 8.º Congresso Mundial do Council on Tall Buildings and Urban Habitat, que o preço do metro quadrado de sala de escritório é de 43 000 dólares, e a Armani Residences, imobiliária encarregada das vendas dos apartamentos, comercializava o metro quadrado das salas por 37 500 dólares.

## Construção

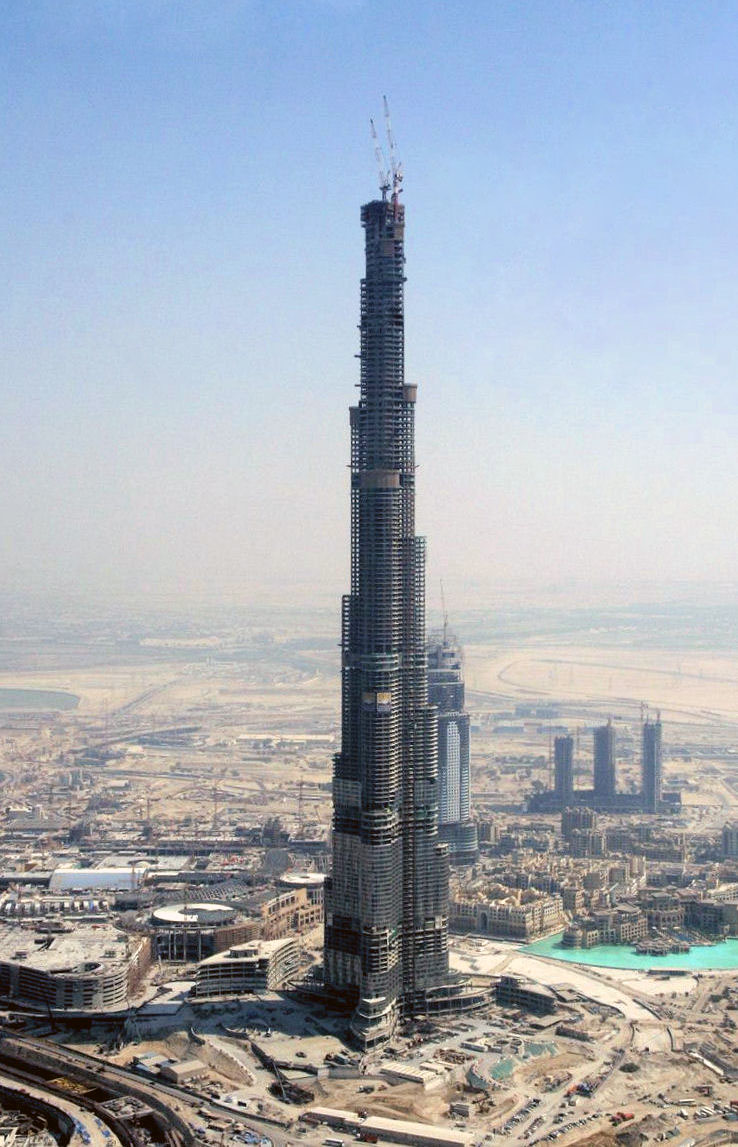
O Burj Dubai em construção em outubro de 2007

A torre foi construída pela Samsung Engineering & Construction, da Coreia do Sul, que também participou dos projetos das torres-gêmeas das Petronas Towers, na Malásia, e do Taipei 101, em Taiwan. A Samsung Engineering & Construction construiu a torre em uma joint venture com a Besix, da Bélgica, e a Arabtec, dos Emirados Árabes Unidos. A Turner Construction é a gerente de projetos no principal contrato de construção.
A estrutura primária é de concreto reforçado. A empresa alemã Putzmeister criou uma nova bomba de concreto de alta pressão, a BSA 14 000 SHP-D, especificamente para este projeto. mais de 45 000 metros cúbicos de concreto, pesando mais de 110 000 toneladas, foram utilizados para a construção da fundação de concreto e aço, que possui 192 estacas; cada estaca tem o diâmetro de 1,5 metro por 43 metros de comprimento, enterrado a mais de 50 metros de profundidade. A construção do Burj Khalifa usou 330 mil metros cúbicos de concreto e 55 000 toneladas de vergalhões de aço e a sua construção consumiu 22 milhões de homens-horas. Um concreto armado de alta densidade e baixa permeabilidade foi utilizado nas fundações do arranha-céu. Um sistema de proteção catódica debaixo da grade de concreto da fundação é usado para minimizar os efeitos nocivos de produtos químicos corrosivos na água subterrânea local. Em maio de 2008, a Putzmeister bombeou concreto para uma altura até então recorde no mundo (606 metros), o andar 156. Três guindastes de torre foram utilizadas durante a construção dos níveis superiores, cada um capaz de levantar uma carga de 25 toneladas. A estrutura dos andares mais altos é feita a partir de um aço mais leve.
O interior do Burj Khalifa é altamente compartimentado. Andares de manutenção pressurizados com ar-condicionado estão localizados aproximadamente a cada 35 andares, onde as pessoas se podem abrigar com segurança em caso de emergência ou incêndio.
Misturas especiais de concreto são feitas para suportar as pressões extremas do enorme peso do edifício, como é típico com a construção de concreto armado, cada lote de concreto utilizado foi testado para garantir que poderia resistir a certas pressões. O CTLGroup, trabalhando para a SOM, realizou o teste de fluência e retração crítico para a análise estrutural do edifício.
A consistência do concreto utilizado no projeto foi um ponto essencial. Foi difícil criar um concreto que pudesse resistir às milhares de toneladas de peso da própria estrutura do edifício e as temperaturas do Golfo Pérsico que podem chegar a 50 °C. Para combater este problema, o cimento não foi derramado durante o dia. Em vez disso, durante os meses do verão, gelo foi adicionado à mistura que vertia durante a noite, quando o ar é mais frio e a umidade é superior. Uma mistura de concreto refrigerado uniformemente e, portanto, menos propenso a secar muito rapidamente e quebrar foi usada. Qualquer rachadura significativa poderia ter colocado todo o projeto em risco.
Os desafios de design e engenharia únicas da construção de Burj Khalifa foram apresentados em uma série de documentários para a televisão, como nas séries Big, Bigger, Biggest do National Geographic e Mega Builders do Discovery Channel.

### Inauguração
A inauguração do Burj Khalifa foi realizada no dia 4 de janeiro de 2010. A cerimônia contou com a queima de 10 mil fogos de artifício, feixes de luz projetados sobre e em torno da torre, além de som, luz e efeitos aquáticos. A iluminação da comemoração foi projetado pelos designers britânicos Speirs and Major. Usando 868 potentes estroboscópios de luzes que estão integrados na fachada e no pináculo da torre, diferentes sequências de iluminação foram coreografadas, junto com mais de 50 combinações diferentes de outros efeitos.
O evento começou com um curta-metragem que mostrava a história da cidade de Dubai e da evolução do Burj Khalifa. Apresentações de som, luz, água e fogos de artifício vieram depois. A parte do espetáculo composta pelos diversos efeitos de iluminação, água e som, além de efeitos pirotécnicos, foi dividida em três. A primeira parte foi principalmente uma apresentação de luzes e sons, que teve como tema a ligação entre as flores do deserto e a nova torre e foi coordenada com movimentos na fonte do edifício. A segunda parte, chamada "Heart Beat", representou a construção da torre em um espetáculo de luzes dinâmicas com a ajuda de 300 projetores que geraram uma imagem na torre. No terceiro ato, canhões de luz envolveram o prédio em um feixe de luz branca.
A cerimônia foi transmitida ao vivo em uma tela gigante no Burj Park Island, bem como em várias telas de televisão colocadas através do desenvolvimento do Downtown Dubai. Centenas de veículos de comunicação de todo o mundo relataram ao vivo o acontecimento. Além da presença na mídia, eram esperados cerca de 6 000 convidados.

### Cronograma

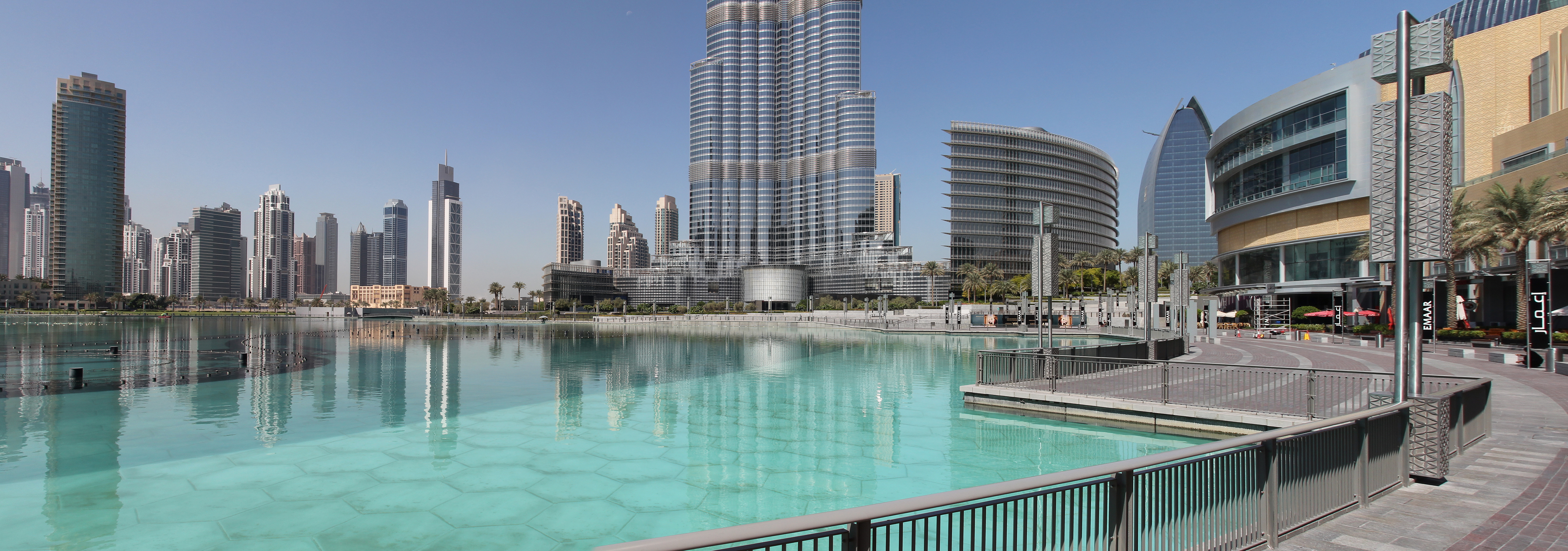
Vista panorâmica da fonte dentro do complexo do Burj Khalifa

- 21 de setembro de 2004
Os contratados pela Emmar iniciam a construção do Burj Khalifa.
- Fevereiro de 2007
Burj Khalifa ultrapassa a Willis Tower e é o edifício com mais andares.
- 13 de maio de 2007
Burj Khalifa estabelece o recorde de maior estrutura vertical de concreto (cimento), a 452 m, superando os 449,2 m de concreto do Taipei 101 durante sua construção.[20]
- 21 de julho de 2007
Burj Khalifa torna-se o edifício mais alto da Terra superando o Taipei 101, que fica a uma altura de 509,2 m.[4] No dia anterior, o chefe do Conselho Relativo de Habitat e Edificações Urbanas (CTBUH), Antony Wood, confirmou que o Burj Khalifa "superou a altura do Taipei 101 estruturalmente (concreto)".[21] No entanto, ele também acrescentou "Não iremos classificá-lo como uma construção até que ele esteja concluído e pelo menos, parcialmente aberto para as empresas, para evitar coisas como o projeto do hotel Ryugyong. O Taipei 101 é, assim, oficialmente o edifício mais alto do mundo atualmente".[21][22]
- 12 de agosto de 2007
Burj Khalifa ultrapassa a altura da antena da Sears Tower tendo agora 527,3 m (1 730 ft).
- 3 de setembro de 2007
Burj Khalifa torna-se a segunda estrutura livre de cabos mais alta do mundo, ultrapassando os 540 m (1 772 pés) da Torre Ostankino, em Moscou.
- 12 de setembro de 2007
Com 555,3 m (1822 pés), o Burj Khalifa se torna a maior estrutura livre de cabos do mundo, ultrapassando a CN Tower em Toronto.[23]
- 7 de abril de 2008
A Emaar anunciou que o Burj Khalifa, então com 629 metros, ultrapassou a Torre da KVLY-TV e se tornou a estrutura mais alta da terra já feita pelo homem.[24]
- 19 de junho de 2008
Com 663 metros de altura, o Burj Khalifa superou a Torre de Rádio de Varsóvia em Gąbin, na Polônia (650,9 m (2 221 pés) até que desabou em 1991) e se tornou a estrutura mais alta do mundo de qualquer tipo já construída.
- 1 de setembro de 2008
A Emaar publicou no seu site oficial que o edifício alcançou 688 metros de altura, e número de andares não divulgado (160),[25] ultrapassando todas as construções de qualquer tipo do planeta.
- 26 de setembro de 2008
O site da Emaar informa que o Burj Khalifa alcançou a altura de 707 m.
- 17 de janeiro de 2009
O Burj Khalifa chega à sua altura máxima, 828 m.
- 16 de dezembro de 2009
A construtora Emaar marca a inauguração do edifício para o dia 4 de janeiro de 2010.
- 4 de janeiro de 2010
É inaugurado o edifício.

## Informações gerais

Comparação do Burj Khalifa com outras grandes estruturas.

No dia 17 de janeiro de 2009 o Burj Dubai alcançou sua altura final de 828 metros acima do nível do solo e 844 metros acima do nível do mar (é a soma dos seus 828 metros mais 16 metros de altitude da própria cidade). O Burj Khalifa possui um posto de observação a 442 metros de altura.
Com o aço que foi preciso para construir o Burj Khalifa, daria para construir uma estrada percorrendo 1/4 da circunferência terrestre (dos Estados Unidos ao Oriente Médio). A quantidade de energia elétrica usada no Burj Khalifa é equivalente ao gasto de 500 000 lâmpadas de 100 watts ao mesmo tempo. Além disso, o Burj Khalifa consome 1 milhão de litros de água por dia.
Visto de cima, o Burj Khalifa forma uma Hymenocallis, sagrada no Oriente. A partir do topo do edifício, é possível se avistar até mesmo países vizinhos aos Emirados Árabes Unidos, tais como o Irã e o Omã.

### Recordes
- Estrutura mais alta livre de cabos: 589,5 metros (1 964 pés) (anterior CN Tower - 553,3 m (1 815 pés))
- Edifício com mais andares: 158 (anterior Sears Tower/World Trade Center - 110 andares)
- Concreto vertical (para o edifício): 601,0 m (1 972 pés) (anterior Taipei 101 - 449,2 m (1 474 pés))
- Concreto vertical (para qualquer construção): 601,0 m (1 972 pés) (anterior Riva del Garda Hydroelectric Power Plant - 532 m (1 745 pés)[27])

### Elevadores
O edifício tem 49 elevadores, dos quais uns são rápidos, apenas param, para além de nós de rés-do-chão e topo, nos andares 43, 76 e 123 e, os restantes são lentos, param em todos os andares a que sejam solicitados. Os andares 43, 76 e 123 servem para simplificar uma viagem aos andares mais altos do edifício, não fazendo com que se tenha de parar em todos, caso haja bastante movimento. Os elevadores de serviço possuem capacidade para 5 500 quilos, sendo os mais resistentes do mundo. O observatório possui elevadores de dois andares, com capacidade de 12 a 14 pessoas por cabine, e podem viajar a uma velocidade de até 10 metros por segundo.

### Funcionalidades
| Andares     | Uso                                |  | Projeção da estrutura da fundação do edifício |
| 160 e acima | Manutenção                         |  | Projeção da estrutura da fundação do edifício |
| 156–159     | Estações de telecomunicação        |  | Projeção da estrutura da fundação do edifício |
| 155         | Manutenção                         |  | Projeção da estrutura da fundação do edifício |
| 139–154     | Suites presidenciais e escritórios |  | Projeção da estrutura da fundação do edifício |
| 136–138     | Manutenção                         |  | Projeção da estrutura da fundação do edifício |
| 125–135     | Suites presidenciais e escritórios |  | Projeção da estrutura da fundação do edifício |
| 124         | Observatório At the Top            |  | Projeção da estrutura da fundação do edifício |
| 123         | Observatório panorâmico            |  | Projeção da estrutura da fundação do edifício |
| 122         | Restaurante At.mosphere            |  | Projeção da estrutura da fundação do edifício |
| 111–121     | Suites presidenciais e escritórios |  | Projeção da estrutura da fundação do edifício |
| 109–110     | Manutenção                         |  | Projeção da estrutura da fundação do edifício |
| 77–108      | Apartamento                        |  | Projeção da estrutura da fundação do edifício |
| 76          | Observatório panorâmico            |  | Projeção da estrutura da fundação do edifício |
| 73–75       | Manutenção                         |  | Projeção da estrutura da fundação do edifício |
| 44–72       | Apartamento                        |  | Projeção da estrutura da fundação do edifício |
| 43          | Observatório panorâmico            |  | Projeção da estrutura da fundação do edifício |
| 40–42       | Manutenção                         |  | Projeção da estrutura da fundação do edifício |
| 38–39       | Hotel Armani                       |  | Projeção da estrutura da fundação do edifício |
| 19–37       | Apartamento                        |  | Projeção da estrutura da fundação do edifício |
| 17–18       | Manutenção                         |  | Projeção da estrutura da fundação do edifício |
| 9–16        | Apartamentos Armani                |  | Projeção da estrutura da fundação do edifício |
| 1–8         | Hotel Armani                       |  | Projeção da estrutura da fundação do edifício |
| Térreo      | Hotel Armani                       |  | Projeção da estrutura da fundação do edifício |
| Pátio       | Hotel Armani                       |  | Projeção da estrutura da fundação do edifício |
| B1–B2       | Manutenção/Estacionamento          |  | Projeção da estrutura da fundação do edifício |